# Fadel Karbon
Fadel Karbon (sinh ngày 10 tháng 12 năm 1992) là một cầu thủ bóng đá người Na Uy.

## Sự nghiệp câu lạc bộ
Fadel Karbon đã từng chơi cho Grüner IL, Lyn và FC Ryukyu.